# And I Will Kiss

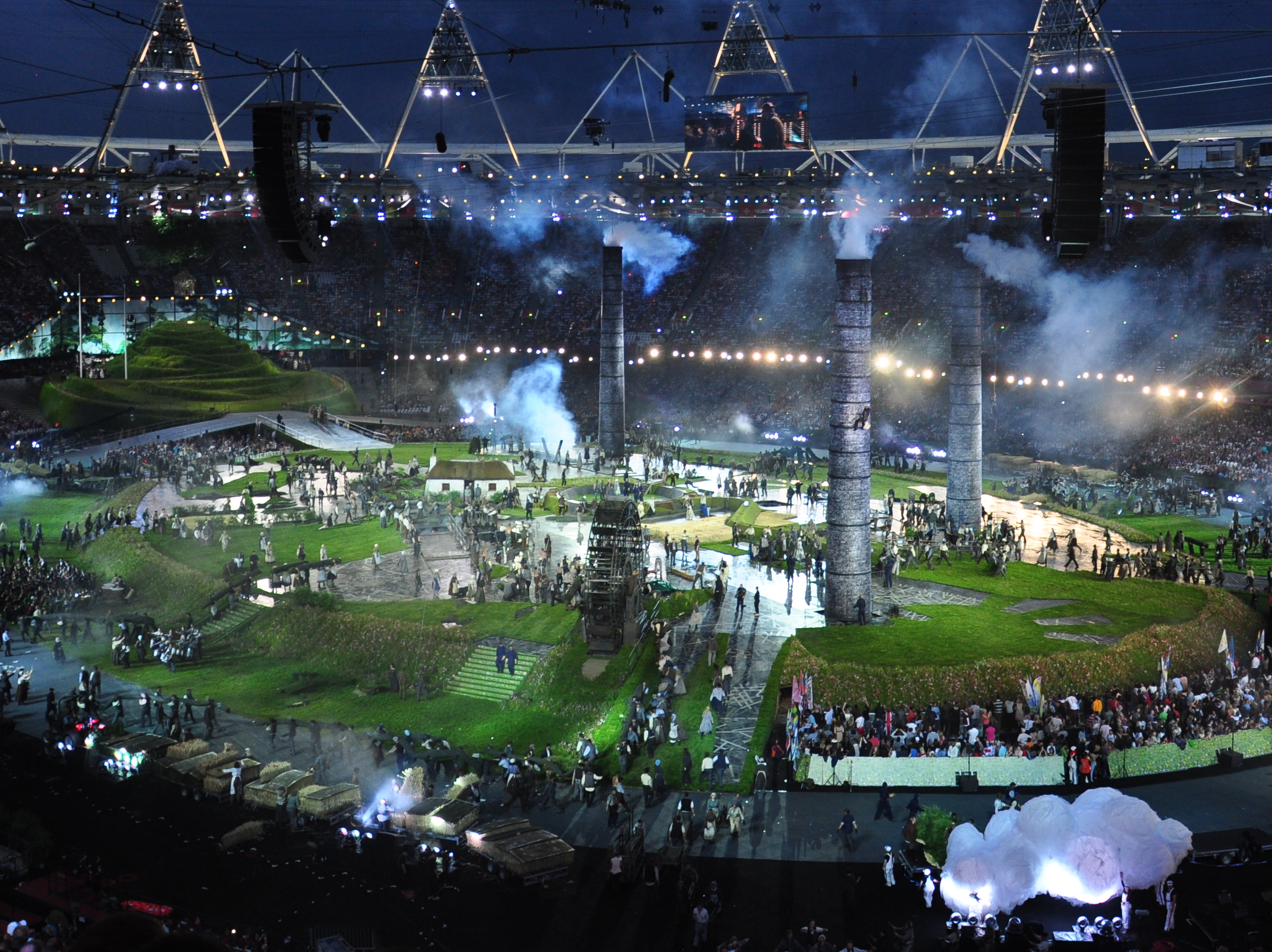
Utwór „And I Will Kiss” był wykonywany podczas części ceremonii otwarcia, zatytułowanej Pandemonium, przedstawiającej rewolucję przemysłową

And I Will Kiss – utwór zespołu Underworld, skomponowany na Ceremonię otwarcia Letnich Igrzysk Olimpijskich 2012. Jego tytuł został zaczerpnięty ze sztuki Burza Williama Szekspira.

## Historia
W 2011 roku zespół Underworld został mianowany dyrektorem muzycznym Ceremonii otwarcia Letnich Igrzysk Olimpijskich 2012. Reżyserem ceremonii otwarcia został Danny Boyle i to on zaprosił zespół do stworzenia oprawy muzycznej Igrzysk. Jak stwierdził w wywiadzie dla magazynu Rolling Stone Karl Hyde: „To jedna z tych rzeczy, których nigdy się nie spodziewasz”. Związek drugiego członka, zespołu, Ricka Smitha z Boyle’em sięgał połowy lat 90., kiedy to reżyser zwrócił się do Underworld w sprawie wykorzystania utworu „Born Slippy” (w wersji „Born Slippy .NUXX”), na ścieżce dźwiękowej jego filmu  Trainspotting. W kolejnych latach zespół napisał ścieżki dźwiękowe do filmu Boyle’a W stronę słońca oraz do wyreżyserowanej przez niego sztuki scenicznej Frankenstein. Rozmowy z Boyle’em o szczegółach technicznych rozpoczęły się wiosną 2011 roku. Reżyser chciał, żeby spektakl otwarcia był osadzony w czasach rewolucji przemysłowej i żeby udział w nim wzięło co najmniej 1000 perkusistów. Zespół zaakceptował te wymogi. Pracę nad sekcją Pandemonium Smith rozpoczął w czerwcu 2011 roku, kiedy zespół był w trasie koncertowej. W nagraniu trwającego 17 minut utworu, który miał jej towarzyszyć, a który zatytułowano „And I Will Kiss” wzięli udział: Evelyn Glennie, Grimethorpe Colliery Band, Londyńska Orkiestra Symfoniczna i 1000 perkusistów-ochotników. Rejestracji nagrania dokonano w Abbey Road Studios. Underworld skomponował do Ceremonii Otwarcia również inny utwór, „Caliban’s Dream”, mający towarzyszyć przybyciu pochodni olimpijskiej. Tekst do niego opracował Karl Hyde wykorzystując wiersze takich poetów jak: W.H. Auden, Thomas Nash i Philip Larkin. Tytuły obu utworów nawiązują do sztuki Burza Williama Szekspira.
2 sierpnia 2012 roku ukazał się album z muzyką z ceremonii otwarcia, Isles Of Wonder (Music For The Opening Ceremony Of The London 2012 Olympic Games), na którym znalazły się utwory wykonawców biorących w niej udział, w tym Underworld.
Dla Underworld jego wkład muzyczny okazał się satysfakcjonujący, tak pod względem twórczym, jak i komercyjnym. Sukces zespołu z połowy lat 90. został już dawno zapomniany, choć trwała pamięć o singlu „Born Slippy .NUXX”. Po Igrzyskach Olimpijskich w Londynie twórczość zespołu ponownie znalazła się w czołówce brytyjskiej popkultury.
18 marca 2016 roku „And I Will Kiss” i „Caliban’s Dream” zostały wydane przez Universal Music Catalogue na składance A Collection 2.

## Wydanie okolicznościowe (2022)
Z okazji 10. rocznicy Ceremonii Otwarcia Olimpiady w Londynie w 2012 roku zostały po raz pierwszy wydane razem (na winylu) „And I Will Kiss” i „Caliban's Dream”. 50% zysków ze sprzedaży płyty zostało przeznaczone dla British Olympic Foundation, organizacji charytatywnej prowadzonej przez Brytyjski Komitet Olimpijski, wspierający oddolne ruchy społeczne oraz Team GB.

### Lista utworów
Lista według Discogs:
| A.  | And I Will Kiss Featuring – Dame Evelyn Glennie, The Pandemonium Drummers                                                    |  |
|     | |  |
| AA. | Caliban's Dream Featuring – Alex Trimble, Dockhead Choir, Elizabeth Roberts, Esme Smith, Dame Evelyn Glennie, Only Men Aloud |  |
|     | |  |
- autorzy – Karl Hyde, Rick Smith